# De Drabbels
De Drabbels is een Franse stripreeks die werd getekend door Pierre Fournier, die tekende onder het pseudoniem Makyo. Hij schreef de strip vanaf 1986 samen met Toldac, een pseudoniem van Makyo’s broer Michel Fournier. De strip werd gepubliceerd in het blad Spirou, de Franstalige versie van het striptijdschrift Robbedoes.

## Inhoud
De strip gaat over een volkje eenvormige figuurtjes, dat gekenmerkt worden door angst. De Drabbels zijn bang voor alles en tonen een benepen sociaal gedrag. De enige Drabbel die iets minder bang is, is de kleinste Drabbel die de chef is van het volkje. Verder is er een dokter die een medicijn zoekt tegen angst. De strip kan worden beschouwd als een satire op de mensheid in z’n meest kleingeestige vorm: angstig, achterdochtig en discriminerend.

## Albums
| Nummer | Titel                                            | Uitgever | Jaar |
| ------ | ------------------------------------------------ | -------- | ---- |
| 1      | De grote angst (Frans: La grande peur)           | Dupuis   | 1988 |
| 2      | De bangerdjes (Frans: Les petites frousses)      | Dupuis   | 1988 |
| 3      | Champignons! (Frans: Touchez pas au champignon!) | Dupuis   | 1990 |

In 2008 verscheen in het Frans een vierde deel, maar de titel van de strip was toen gewijzigd van Les Bogros in Les Bozons.